# Формы неведомых вещей
«Формы неведомых вещей» (англ. The Outer Limits: The Forms of Things Unknown) — телефильм, 32 серия 1 сезона телесериала «За гранью возможного» 1963—1965 годов. Режиссёр: Герд Освальд. В ролях: Вера Майлс, Седрик Хардвик, Скотт Марлоу, Дэвид МакКаллум, Барбара Раш.
Этот фильм был первоначально снят как пилотная серия для сериала, который должен был называться «Неизвестное». Вступление и заключительная фраза, перечисленные здесь, находятся только в пилотной серии, а не в телевизионной версии для сериала «За гранью возможного». Между этими двумя версиями есть также и различия в сюжете.

## Вступление
Есть страх, который непохож ни на один другой. В этом страхе присутствует особый, липкий холод, смертельный дар глубокого вдохновения, ещё более тёмный страх. Это — страх перед неведомыми залами, перед изгибами одиноких дорог. Это — страх перед телефонным звонком в середине ночи, посторонним, которого вы встречаете, который, возможно, порождение кошмара. Это — страх перед неожиданным, незнакомым. Это — страх перед… НЕИЗВЕСТНЫМ.

## Сюжет
Две подруги, Кэссия Пейн и Леонора Эдмонд, решаются убить путешествующего с ними богатого плейбоя Андре Павана. Андре, любовник Кэссии, намерен шантажировать отца Леоноры, живущего в Лондоне. Девушки принимают решение убить шантажиста и подкладывают ему ядовитый лист смертельно опасного растения танатос в коктейль, который сделали ему по его просьбе на одной из «зелёных стоянок» на берегу озера.
Проезжая сельскую местность с мертвецом в багажнике автомобиля и разыскивая удобное место, чтобы его похоронить, Кэссия и Леонора находят убежище от разразившейся грозы в доме, в котором живут слепой хозяин по фамилии Колас, а также его постоялец, очень странный молодой изобретатель Тон Хобарт, который экспериментирует со временем. В отличие от традиционных устройств «путешествия во времени», изобретение («времяобратитель») Хобарта предназначено, чтобы «обратить временной цикл» и привести в чувство мертвеца именно такого, как убитый женщинами шантажист Андре.
Учёный решает исправить ошибку девушек и помещает труп Андре в своё устройство, вернув того к жизни. Потом устройство потребовалось уже самому Хобарту, которого переехал на машине вернувшийся к жизни Андре и которого спасает Колас. А после того, как Кэссия и Леонора попытались отговорить Андре от шантажа, мол, ведь он и так богат, а тот заявляет в ответ, что всё равно будет шантажировать отца Леоноры, поскольку «не желает быть ярким и броским богачом, но желает стать теневым магнатом», Хобарт понимает, что вернул к жизни настоящее чудовище. Теперь его задача — исправить собственную ошибку и загнать Андре с помощью своего «времяобратителя» в небытие.

## Заключительная фраза
Убийство, безумие, и другие потаённые ужасы — кровоточащие несомненные факты, которые ждут вас в глубинах Неизвестного. И никакие петли времени, никакие изменения планов не могут отменить вашу встречу с ним. Однажды ночью, в слепой панике, вы будете рисковать очутиться в мире тёмной реальности. И той ночью у вас будет настоящее свидание с… НЕИЗВЕСТНЫМ.

## Название
- Название серии дано по строке из эпизода комедии Уильяма Шекспира «Сон в летнюю ночь»[1]:

Поэта взор в возвышенном безумье

Блуждает между небом и землёй.

Когда творит воображенье формы

Неведомых вещей, перо поэта,

Их воплотив, воздушному «ничто»

Даёт и обиталище и имя.

(Перевод Татьяны Щепкиной-Куперник)

Оригинальный текст (англ.)The poet’s eye, in a fine frenzy rolling,

Doth glance from heaven to earth, from earth to heaven;

And, as imagination bodies forth

The forms of things unknown, the poet’s pen

Turns them to shapes, and gives to airy nothing

A local habitation and a name.

- Есть также посмертно изданный рассказ Клайва Стейплза Льюиса под названием «Формы неведомых вещей».
- «Формы неведомых вещей» является также названием экспериментального музыкального проекта (с 2002 года), который был назван именно в честь этого эпизода телесериала «За гранью возможного»[2].

## Съёмки
- Первоначально запланированный как пилотная серия нового телесериала «Неизвестное», этот фильм был снят с двумя различными окончаниями и его съёмки заняли в два раза больше времени, чем требовалось для съёмок одной серии. В пилотной версии есть следующие отличия: Андре рассказывает, что нет никакого растения танатос и он на самом деле не умирал; «времяобратитель» фактически не работал; Хобарт не погибал, а просто попадал в кому; в конце фильма Кэссия убивает Хобарта из пистолета, думая, что он нападает на Леонору[1].
- Это было последнее появление на экране исполнившего в серии роль Колуса Седрика Хардвика — 6 августа 1964 года он скончался.